# Приливна енергия
Приливната енергия на английски: tidal power е вид възобновяема енергия, която се получава от приливите и отливите на морските вълни.

## История
Идеята за създаване на подобен вид алтернативна енергия датира от 60-те години на XX век. Първата подобна централа е построена в Ла Ренс, Франция. По-късно такива централи се изграждат в Китай, Великобритания, Русия и Канада. Към момента най-голямата централа се намира в Южна Корея.

## Методи за генерация
- чрез парна турбина или генератор
- генериране на енергията чрез поставяне на стена (подходяща за реки и язовири)
- чрез създаване на специализирани лагуни